# جائزة لاغونا آرتي

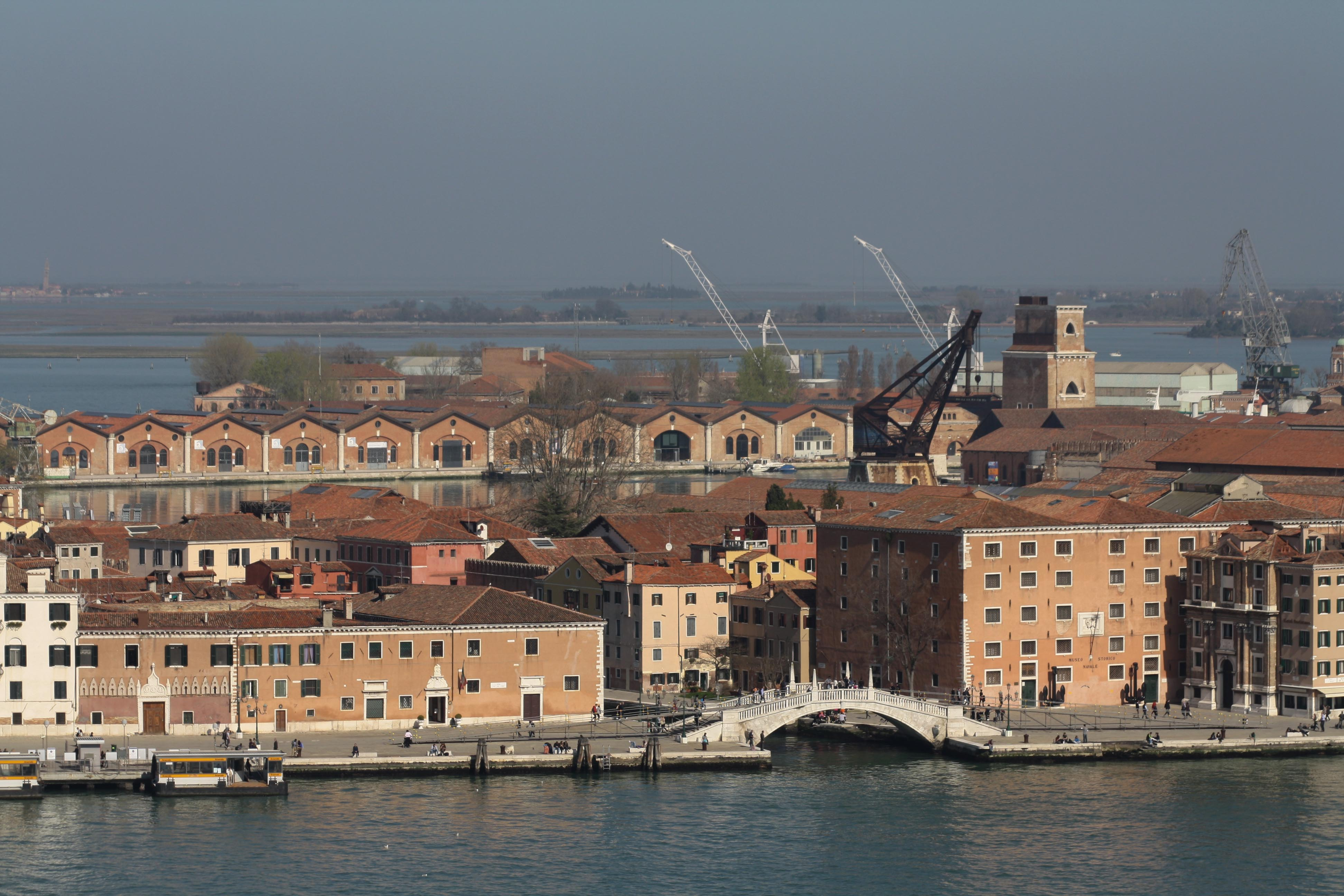

جائزة لاغونا آرتي (بالانجليزية: Arte Laguna Prize) هي مسابقة دولية في عام 2006 مكرسة لفنون البصرية التي نظمتها الجمعية الثقافية الإيطالية موكا "MoCA" (الفن المعاصر الحديث "Modern Contemporary Art") بالتعاون مع ستوديو آرتي لاغونا.

## وصلات خارجية
الموقع الرسمي